# Roche Caiman
Roche Caiman forma part dels 25 districtes administratius que componen l'arxipèlag de les illes Seychelles. En concret aquest districte està ubicat a la part est de l'illa de Mahé. Roche Caiman fa 3 km² i segons el cens portat a terme l'any 2002 té 2.652 habitants.